# 스티브 오데커크

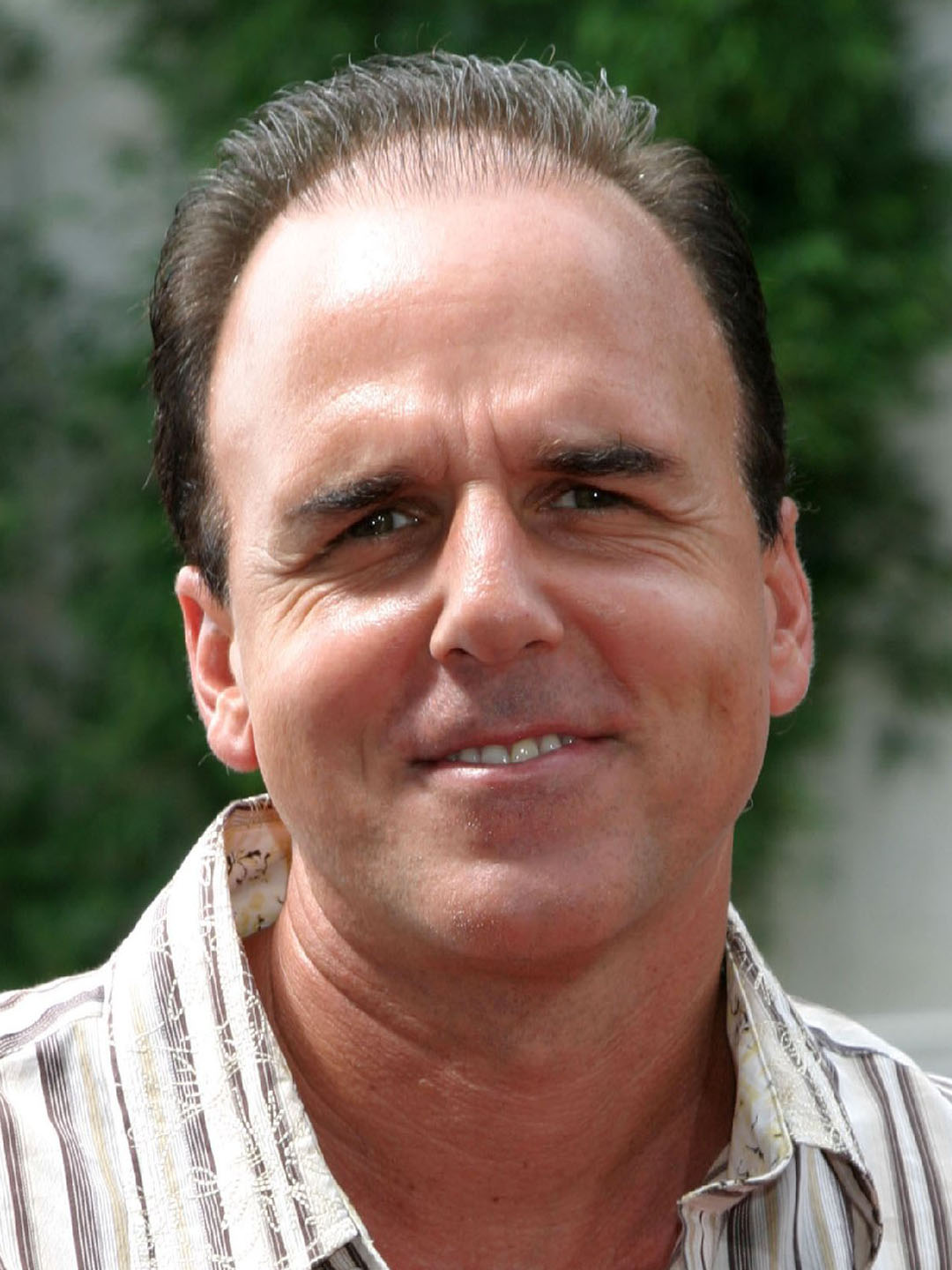

스티브 오더커크(Steve Oedekerk, 영어 발음: /ˈoʊdəkɜːrk/, 1961년 11월 27일 ~ )는 미국의 영화 감독, 각본가, 영화 제작자, 배우이다.
로스앤젤레스에서 태어났다.

## 방송
- 두발네발 반야드 시즌2
- 두발네발 반야드 시즌1

## 영화
- 리키 스태니키 (2014년)
- 리플리의 믿거나 말거나 (2009년)
- 백 앳 더 반야드 (2007년)
- 에반 올마이티 (2007년)
- 신나는 동물농장 (2006년)
- 브루스 올마이티 (2003년)
- 프랑켄썸 (2002년)
- 썸타닉 (2002년)
- 슈팅 히어로 주와나 (2002년)
- 퓨전 쿵푸 (2002년)
- 산타와 스노우맨 3D: 세기의 대결 (2002년)
- 배트 썸 (2001년)
- 갓썸 (2001년)
- 천재 소년 지미 뉴트론 (2001년)
- 썸워즈 (1999년)
- 패치 아담스 (1998년)
- 낫씽 투 루즈 (1997년)
- 너티 프로페서 (1996년)
- 에이스 벤츄라 2 (1995년)
- 저승사자(영어판) (1994년)